# Chris Penn
Chris Penn, właśc. Christopher Shannon Penn (ur. 10 października 1965 w Los Angeles, zm. 24 stycznia 2006 w Santa Monica) – amerykański aktor. Młodszy brat aktora Seana Penna.

## Życiorys
Zadebiutował w wieku 16 lat w filmie Francisa Forda Coppoli Rumble Fish z 1983 roku (zdjęcia rozpoczęły się w lipcu 1982). Znany z roli Travisa, z obu części filmu Najlepsi z najlepszych (Best of the Best). W 1996 roku otrzymał nagrodę dla najlepszego aktora na festiwalu filmowym w Wenecji za rolę w filmie The Funeral Abela Ferrary. Zagrał w ponad 30 filmach fabularnych. Do największych sukcesów Penna należą role w filmach Godziny szczytu, Na skróty i Wściekłe psy.
W 2004 podłożył głos pod postać skorumpowanego policjanta Eddiego Pulaskiego w grze Grand Theft Auto: San Andreas.
Aktor został znaleziony martwy w swoim domu w Santa Monica. Bezpośrednią przyczyną śmierci okazał się zawał serca.